# Arixiuna prolixa
Arixiuna prolixa là một loài bọ cánh cứng trong họ Cerambycidae.